# Little Falls, New Jersey
Little Falls är en kommun (township) i Passaic County i New Jersey. Vid 2010 års folkräkning hade Little Falls 14 432 invånare.